# Tommy Cassemar
Stig Tommy Cassemar, född 3 augusti 1955 i Stockholm, är en svensk basist.
Cassemar gjorde sig i början av 1980-talet känd som basist i bandet Electric Banana Band. Han har senare medverkat på skivinspelningar med bland andra Roxette, Ulf Lundell, Py Bäckman, Svante Thuresson, Marie Bergman, Carola, Lasse Lindbom, Björn J:son Lindh, Ola Magnell, Anne-Lie Rydé, Janne Schaffer, Ted Ström, Totte Wallin, Rolf Wikström, Lisa Nilsson, Niklas Strömstedt, Roxette, Jerry Williams, Sven Zetterberg, Mikael Rickfors, Mats Ronander, Totta Näslund, Grymlings, Tommy Nilsson, Lena Philipsson, Nils Landgren, Mick Taylor, Steve Gibbons, Graham Parker, Billy Bremner, Louise Hoffsten och Dave Edmunds.
Tommy Cassemar ingick även i banden Passagerarna och Down Harrison tillsammans med bland andra Pelle Alsing.